# Katsura Taro
Katsura Taro  (4 de Janeiro de 1848 — 10 de Outubro de 1913) foi um general do Exército Imperial Japonês e político do Japão, que ocupou o lugar de primeiro-ministro do Japão de 1901 a 1906, de 1908 a 1911 e de 1912 a 1913.
Katsura foi um distinto general da Primeira Guerra Sino-Japonesa e um genrō do governo Meiji que serviu como Governador Geral de Taiwan e Ministro da Guerra. Katsura foi nomeado primeiro-ministro em 1901 como candidato militar e se posicionou como um conservador fora da política partidária. A primeira e a segunda liderança de Katsura supervisionaram vários eventos importantes na história japonesa moderna, incluindo a Guerra Russo-Japonesa e a anexação da Coréia. O terceiro mandato de Katsura desencadeou a Crise Política de Taisho, e ele renunciou três meses depois, após um voto de censura.
Katsura é o segundo primeiro-ministro do Japão mais antigo, depois de Shinzō Abe, e serviu por 2 883 dias em seus três mandatos de 1901 a 1913.

## Juventude
Katsura nasceu em 4 de janeiro de 1848 em Hagi, província de Nagato (atual Prefeitura de Yamaguchi) em uma família de samurai do Domínio Chōshū. Quando jovem, Katsura juntou-se ao movimento contra o xogunato Tokugawa e participou de algumas das principais batalhas da Guerra Boshin que levou à Restauração Meiji em 1868.

## Carreira no Exército
O novo governo Meiji considerou que Katsura exibia grande talento e, em 1870, o enviou à Alemanha para estudar ciência militar. Ele serviu como adido militar na embaixada japonesa na Alemanha de 1875 a 1878 e novamente de 1884 a 1885. Em seu retorno ao Japão, ele foi promovido a major-general. Ele serviu em vários cargos importantes dentro do Exército Imperial Japonês e, em 1886, foi nomeado Vice-Ministro da Guerra.
Durante a Primeira Guerra Sino-Japonesa (1894-1895), Katsura comandou a 3ª Divisão IJA sob seu mentor, o Marechal de Campo Yamagata Aritomo. Durante a guerra, sua divisão fez uma marcha memorável nas profundezas do inverno da costa nordeste do Mar Amarelo até Haicheng, finalmente ocupando Niuchwang e efetuando uma junção com o 2º Exército do IJA, que havia subido a Península de Liaodong.
Após a guerra, ele foi elevado com o título de shishaku (visconde) sob o sistema de nobreza kazoku. Ele foi nomeado segundo governador-geral de Taiwan de 2 de junho de 1896 a outubro de 1896.
Em gabinetes sucessivos de 1898 a 1901, ele serviu como Ministro da Guerra.

## Primeiro Ministro
Katsura Tarō foi o 11º, 13º e 15º primeiro-ministro do Japão. Sua posição como o primeiro-ministro do Japão com o mandato mais antigo (comprimento total) foi ultrapassada por Shinzō Abe em 20 de novembro de 2019.

### Primeira administração
Katsura se tornou primeiro-ministro pela primeira vez em 2 de junho de 1901 e manteve o cargo por quatro anos e meio até 7 de janeiro de 1906, então um recorde no Japão. Japão emergiu como uma grande potência imperialista no Leste Asiático. Em termos de relações exteriores, foi marcada pela Aliança Anglo-Japonesa de 1902 e a vitória sobre o Império Russo na Guerra Russo-Japonesa de 1904-1905. Durante seu mandato, o acordo Taft-Katsura, aceitando a hegemonia japonesa sobre a Coréia, foi alcançado com os Estados Unidos. Katsura recebeu a Grã-Cruz da Ordem de São Miguel e São Jorge do rei britânico Eduardo VII e foi elevado à categoria de marquês pelo imperador Meiji. 
Em termos de política interna, Katsura foi um político estritamente conservador que tentou se distanciar da Dieta do Japão e da política partidária. Suas opiniões políticas refletiam a de Yamagata Aritomo, visto que ele considerava que sua única responsabilidade era para com o imperador. Ele competia pelo controle do governo com o Rikken Seiyūkai, o partido majoritário da câmara baixa, liderado por seu arquirrival, o marquês Saionji Kinmochi.
Em janeiro de 1906, Katsura renunciou ao cargo de primeiro-ministro de Saionji Kinmochi devido ao impopular Tratado de Portsmouth (1905), encerrando a guerra entre o Japão e a Rússia. No entanto, sua renúncia foi parte de um "acordo pela porta dos fundos", intermediado por Hara Takashi para alternar o poder entre Saionji e Hara.
Em 1º de abril de 1906, ele foi condecorado com o Grande Cordão da Ordem Suprema do Crisântemo.

### Segunda administração
Katsura retornou como primeiro-ministro de 14 de julho de 1908 a 30 de agosto de 1911. Seu segundo mandato foi notável para o Tratado de Anexação Japão-Coreia de 1910. Ele também promulgou a Lei da Fábrica em 1911, a primeira lei para o propósito de proteção do trabalho no Japão.
Enfrentou a crescente insatisfação do público com a persistência da política baseada no hanbatsu domainal.
Após sua renúncia, ele se tornou um kōshaku (公爵 = príncipe), Lorde Guardião do Selo Privado do Japão e um dos genrō.

### Terceira administração
A breve renomeação de Katsura como primeiro-ministro novamente de 21 de dezembro de 1912 a 20 de fevereiro de 1913, gerou motins generalizados no que ficou conhecido como a Crise Política Taisho. Sua nomeação foi vista como uma conspiração do genrō para derrubar a Constituição Meiji. No entanto, em vez de se comprometer, Katsura criou seu próprio partido político, o Rikken Dōshikai (Associação Constitucional de Aliados) em um esforço para estabelecer sua própria base de apoio.
No entanto, diante de uma moção de desconfiança, a primeira bem-sucedida na história japonesa, e a perda do apoio de seus apoiadores, ele foi forçado a renunciar em fevereiro de 1913. Ele foi sucedido por Yamamoto Gonnohyōe.

## Morte
Katsura morreu de câncer no estômago oito meses depois, em 10 de outubro de 1913, aos 65 anos. Seu funeral foi realizado no templo de Zōjō-ji em Shiba, Tóquio, e seu túmulo está no Shōin Jinja, em Setagaya, Tóquio.